# Блисторф
Блисторф (нем. Bliestorf) — община в Германии, в земле Шлезвиг-Гольштейн.
Входит в состав района Герцогство Лауэнбург. Подчиняется управлению Беркентин. Население составляет 665 человек (на 31 декабря 2010 года). Занимает площадь 10,35 км².